# 叶学农
叶学农（1968年10月—），男，中华人民共和国外交官，现任中华人民共和国常驻联合国亚洲及太平洋经济社会委员会代表。

## 生平
叶学农曾任外交部驻澳门公署综合部副主任和中国联合国协会副总干事。2014年，任联合国大会行政和预算委员会成员。2024年5月，出任中华人民共和国常驻联合国亚洲及太平洋经济社会委员会代表。